# 胡洪春
胡洪春（1962年11月—），湖北嘉鱼人，中国政治人物。中共武汉市委统战部原部长，武汉市人大常委会原副主任。

## 生平
1983年10月参加工作，1988年8月加入中国共产党。早年在武汉市硚口区团委、党委办公室任职。2000年任汉正街工委副书记、办事处主任、汉正街市场管理委员会主任。
2001年升任黄陂区委常委，2004年升任副书记。2004年至2007年援藏，任乃东县委书记。回汉后，任市委市直机关工委副书记（正局级）。2009年当选黄陂区区长，两年后升任区委书记。2015年2月补选为武汉市人大常委会副主任。2017年12月，任武汉市委常委、统战部部长。负责督查2019年世界军人运动会筹备工作。2018年12月17日，获任武汉经济技术开发区工委书记、汉南区委书记。2019年2月，卸任统战部部长职务。
2019年3月，胡洪春因涉嫌严重违纪和职务违法，接受湖北省纪委监委纪律审查和监察调查。经查，胡洪春曾违规从事虫草推销，为罪犯假释提供帮助。同年9月，湖北省纪委监委决定开除胡洪春党籍及公职，收缴其违纪所得，并移送检察机关依法审查起诉。同年10月，荆州市人民检察院依法以涉嫌受贿罪、滥用职权罪对胡洪春作出逮捕决定。